# Società calcistiche storiche del Nagorno Karabakh
Per Società calcistiche storiche del Nagorno Karabakh vanno intese quelle società di calcio che avevano sede nel territorio prima della prima guerra del Nagorno Karabakh e disputavano il Campionato sovietico di calcio e che dopo la conclusione del conflitto hanno preso parte al Campionato azero di calcio.

## Lista delle società
- Futbol Klubu Qarabağ Ağdam
- Şuşa Futbol Klubu[1]